# 第二次鸦片战争
第二次鴉片戰爭（英語：Second Opium War），又稱英法聯軍之役、中英法之戰，发生于西元1856年至1860年（咸丰六年至十年）间，因英國與法國认为大清國未有履行之前《南京條約》中的承諾，在亚罗号事件及廣西西林教案为导火線下，组织英法联军入侵清朝中国的戰爭，被認為是第一次鴉片戰爭的延續。
中英兩國對前訂條約詮釋各執一辭，大清水師登上英艇「亞羅」號搜捕海盜，因而發生衝突，引發英法聯軍之役（1856至1858年），結果兩國於1858年簽訂《天津條約》，英國得派遣外交代表到中國，戰事暫告平息:320。第一任使節為香港首任布政司布魯司爵士，他奉命前往北京呈遞國書，但途經大沽突遭炮轟，於是1859年至1860年間，戰火再起；英軍擬保留九龍半島駐防，經英國駐廣州領事白加士爵士與兩廣總督交涉後，獲得九龍半島南端（北至界限街）連同昂船洲之租借權:320。英法使团在试图前往北京确认批准天津条约时，因武装护卫进京问题与清政府产生抵牾，后坚持前进，被僧格林沁将军所率部队抓捕，多人受到酷刑，导致英法联军随后报复，攻陷北京并火烧圆明园:148:57:44:72 :259。
北京条约之后，中国的开国已成定局。自此正式沦为半殖民地。而以同治中兴为界，列强与中国的关系稳定了下来，继而改变了对太平天国的中立政策。法国对越南的侵略也更加嚴重。俄羅斯甚至也藉由迫清朝承認璦琿條約而奪走了最多的土地。

## 背景
第一次鸦片战争结束之后，英国原以为凭借中英《南京條约》所规定的通商關系，可以迅速打开中国市场，获取巨额利润。但是，由于中国自给自足的自然经济仍然居于统治地位，以致洋货经常滞销。同时，英国对华鸦片贸易的急剧增长，也直接排挤了其它工业商品的销售。英国既想尽量扩大鸦片贸易，又想大量销售商品，因而迫切要求中国增辟商埠，开放长江和内地贸易，减轻洋货转输内地的税收。当时法蘭西王國（奧爾良王朝）也不满《黄埔条约》中关于只在通商城市设立天主堂的条款，力图取得深入中国内地传教的合法地位。
根据1844年《中美望厦条约》第34条规定“所有贸易及海面各款恐不无稍有变通之处，应候十二年后，两国派员公平酌办”。根据《虎门条约》中的一体均沾，英、法、美三國在1854年和1856年兩次提出修約要求，俄國也趁机谋求利益；但四國的修約要求並沒有得到清政府的允許，当时英、法正与俄国进行克里米亚战争，无暇东顾中国，“修约”问题也就暂时地搁置起来。
1856年，克里米亚战争以英、法、薩丁尼亞王國（意）及鄂圖曼帝國等國获胜和奧地利帝國威脅加入戰爭而告结束，俄国在战争中受挫，转向东方发展。同年，美国联合英、法两国，再次要求清政府“修约”。软硬兼施，一面扬言“各国条约章程，必求更改，否则恐致生事”，一面又表示愿将便于在内河作战的蒸汽炮艇卖给清朝，帮助清廷对付太平天国。最后，咸丰皇帝态度有所松动，同意“择其事近情理无伤大体者变通一二条”，“以示羁縻”，“大段断无更改”，拒绝全面“修约”。
第一次鸦片战争后，广东民间反抗活动时有发生，《南京条约》規定英国官員可以住在城邑，由於当时两广总督耆英不遵守条约，令英国人七年来无法進入广州城。后来1849年履新的广东巡抚兼五口通商大臣叶名琛更对民间反抗活动采取默认态度，对一切外国的申诉置诸不理。加之新上任的皇帝咸丰极度反外。發生於1856年10月的亞羅號事件，以及1856年的马賴神父事件（即广西西林教案），成為英、法聯合出兵中國的導火線。

## 过程

### 战争爆发

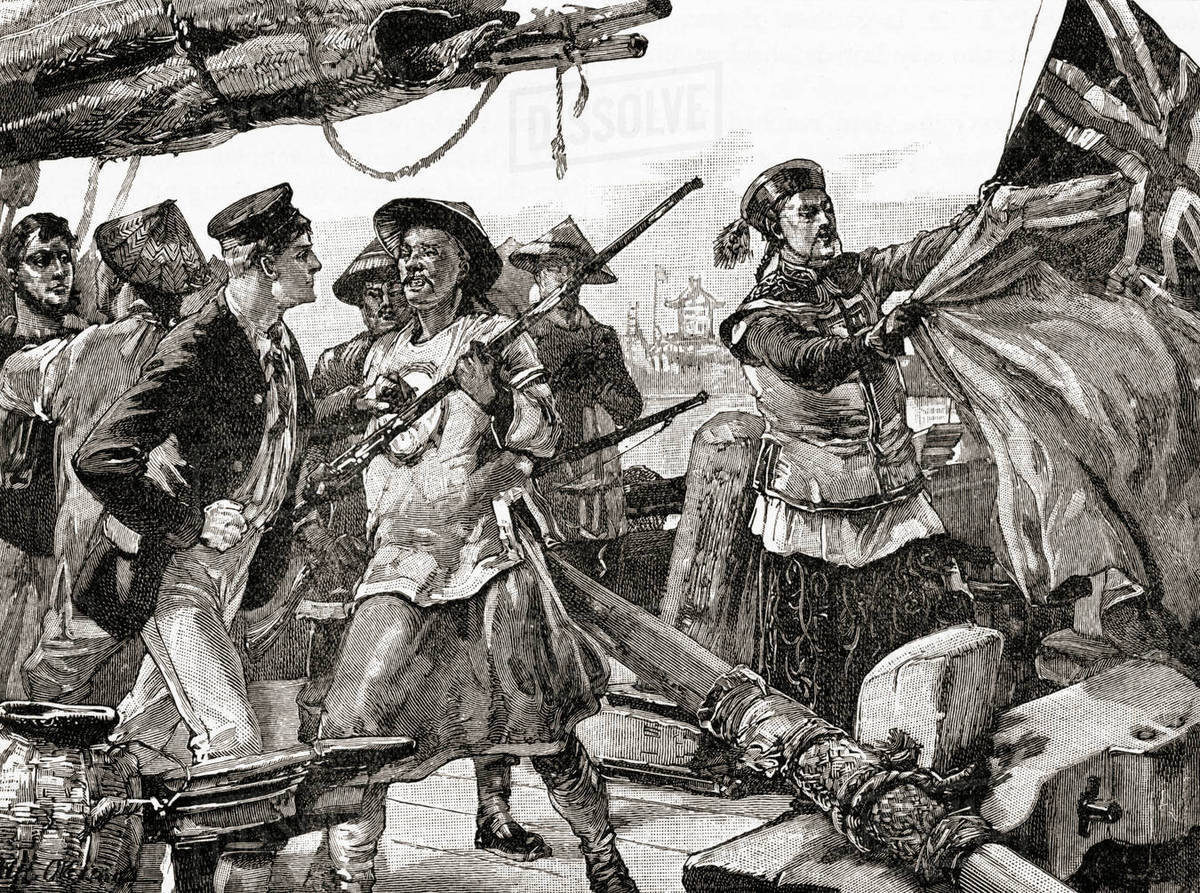
英方描繪中國人在亞羅號上的粗暴行為，此被認為是英帝國的戰爭宣傳。畫作標題：《中國官員扯下了英國國旗！》

1856年10月8日，广州发生亚罗号事件。广东水师在广州海珠炮台附近码头检查装有走私货物的“亚罗”号船，并逮捕了船上十二名有海盗嫌疑的中国船员。英领事巴夏礼称“亚罗号”曾在香港登记，要求释放全部被捕水手，为水师官员所拒。巴夏礼向公使包令报告中国水师在该船捕人时，曾扯落船上的英国国旗，有损英国的权利和荣誉，要求广州当局赔礼道歉、释放人犯。“亚罗”号是中国人苏亚成于1854年8月建造。苏亚成非法弄到一张港英执照，并雇用了一名叫亚罗的外国人在船上工作，便称“亚罗”船。1855年6月，该船转卖给另一中国商人方亚明。方又领取了一张自当年9月27日起有效期为一年的港英执照，并雇用一个英国人为船长。该船雇用的水手中隐藏着海盗，凭借港英执照作掩护，从事鸦片走私和抢劫等活动。广东水师上船搜捕时，该船执照已经过期。但根据1856年5月29日香港颁布的《船舶注册条例》第十条，船舶在途未返回母港前注册执照过期并不会影响其所受到的保护，因此在法理上该船仍为港英籍船舶。而两广总督叶名琛则认为逮捕船上海盗，纯属中国内政，英国无权干涉，因此拒绝了巴夏礼的要求。叶名琛谓：“亚罗”船为华人所有，船上并未张英旗，此后中国官兵决不无故捕人，英人亦不得售予华船执照。10月10日，即事件发生的两天后，叶名琛允放水手9人，但巴夏礼拒收。10月16日，包令照会叶名琛：“如不速为弥补，自饬本国水师，将和约缺陷补足。”包令再命巴夏礼抗议，限二十四小时承认其全部条件，否则武力从事。葉名琛對英態度强硬，拒绝承认扯落英国国旗、不賠償、不道歉，只答應放人。此舉令英國方面極為不滿，復以英國企圖修改《南京條約》亦遭清朝拒絕。10月23日，英国海军上将西马糜各厘（迈可尔·西摩尔）率军舰三艘、划艇十餘隻、海军陆战队约二千人，向虎门口开进，揭开了第二次鸦片战争的序幕。

### 英法聯軍

#### 入侵廣州

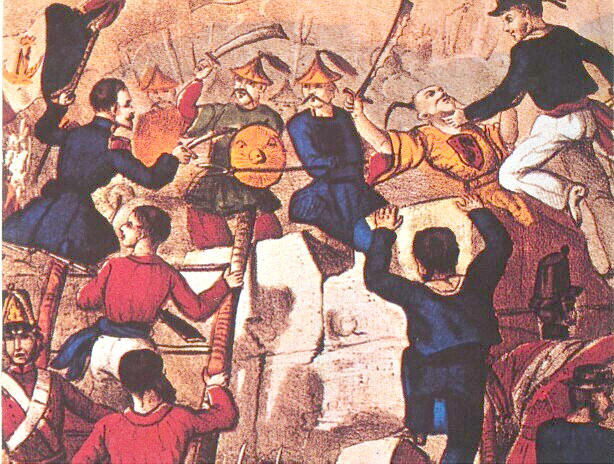
第二次鴉片戰爭中，英法聯軍進入廣州。

1857年12月英法联军攻占广州时获得的清军旗帜

1856年10月23日，英军开始行动。英国海軍上將邁可爾·西摩爾率領3艘英艦穿越虎門，葉名琛以为英军自己会撤，连日去校场看乡试马箭，下令廣東水師後撤，亦不准開炮還擊。24日英國軍艦轟擊廣東南郊鳳凰崗砲台，砲台守兵奉令走避，炮旋即被毀。25日英軍連連攻陷海珠砲台以及商館一帶，並佔據城外全部的防禦工事:55，直逼廣州城。26日葉名琛關閉粵海關中斷貿易，调集乡勇团练制造声势:166。27日，英舰炮击督署，叶名琛“危坐二堂，绝无惧色”。29日，英军攻入城内，抢掠督署后退出，叶名琛因上香免于被俘，向朝廷奏称“大捷”，又纵粤民火焚城外各国商馆及洋行，一艘自广州开往香港的英国邮船亦遭劫。1857年1月，英军焚烧洋行附近民宅数千家，后退出省河。
1857年3月，英国巴麦尊内阁通过一项增加军费和增援远东英军的提案。4月20日，巴麦尊任命原驻加拿大总督额尔金及其弟卜魯斯为正副全权专使，率特别外交使团来华。同时，从本土和毛里求斯、新加坡、印度等英國殖民地共抽兵二千九百余人，组成远征军，以阿希伯纳姆为远征军海军司令，开赴中国。此外，英国照会法、美、俄等国，约其联合出兵。
另一方面，法国籍神父馬賴于1856年2月29日因违禁深入內地傳教，被广西西林代理知县张鸣凤所捕杀，法國方面極為不滿，要求清廷賠償道歉，但為葉名琛拒絕。法國波拿巴王朝於是聯合維多利亞時代的英国出兵清朝。法皇拿破崙三世任命葛罗男爵为特命全权专使，率领一支法国远征军开赴中国，令其远东印度支那舰队司令里戈·德热努依里海军少将率舰队配合葛罗的行动。英法欲聯合美國，但美國僅以外交支持。而俄國外交代表以东正教团监护身份早先混入北京，后来則以调停人面目出现，藉機漁利。
1857年9月英法聯軍抵达广东洋面。11月，英使额尔金、法使葛罗、美使列衛廉与俄使普提雅廷齐集香港。12月12日，英、法公使额尔金、葛罗分别对叶名琛发出最后通牒，要求入城、修约和赔款，并限十日内答复。叶名琛因误信派往香港的探子传来的错误情报，以为“克里米亚战争俄国胜利、英军镇压印度土兵失利、法国在中英冲突中保持中立”，认为英国技穷意在求和、只是虚张声势，未予重视。在发出最后通牒的同时，英法联军舰队攻打虎门口。因未遭广东水师的任何拦阻，故得以迅速突入珠江内河，兵临广州城下。15日，英法数十艘舰船集结于珠江主航道上，炮击广州城。海军陆战队迅速登陆，为攻打广州城夺取立足点。20日，联军舰队进泊广州城五仙门外的珠江水面。额尔金和葛罗分乘炮艇从香港赶到。次日与两国海军司令在法舰上召开作战会议，决定于24日正午再次照会叶名琛，限其在48小时内交出广州城，并将军队全部撤到城外三十里，否则武力从事。27日晚，联军工兵连、爆破连占领二沙尾，攻城迹象明显。时叶名琛正在督署为自己举办寿宴，叶迷信扶乩，宣称：“乩语告知，十五日（12月30日）后便可无事......”此时距联军最后通牒仅距一天。28日英法联军攻击广州，次日攻入广州城内，清军与联军巷战。30日，广东巡抚柏贵和广州将军穆克德讷率清军退出城外，广州为英法联军占领。
1858年1月5日，两廣總督葉名琛为联军俘虜，被押往印度加尔各答，次年在囚禁中绝食而死。1月9日英法聯軍宣布與剛被復職的廣東巡撫柏貴（實際為傀儡）共同治理广州，並於2月11日自行解除封鎖和恢復广州的對外貿易，广州便一直由英法聯軍控制直到戰爭結束。
1858年3月，四国公使同往上海。两江总督何桂清要求他们返回广东。而四国公使决定集结军舰，北上天津。4月中旬抵达白河口。4月24日，再照会北京，限六日内派全权大臣谈判。直隶总督谭廷襄斡旋拖延。同年4月英法聯軍北上攻打大沽口（位于今天津市濱海新區）。

#### 大沽口戰役

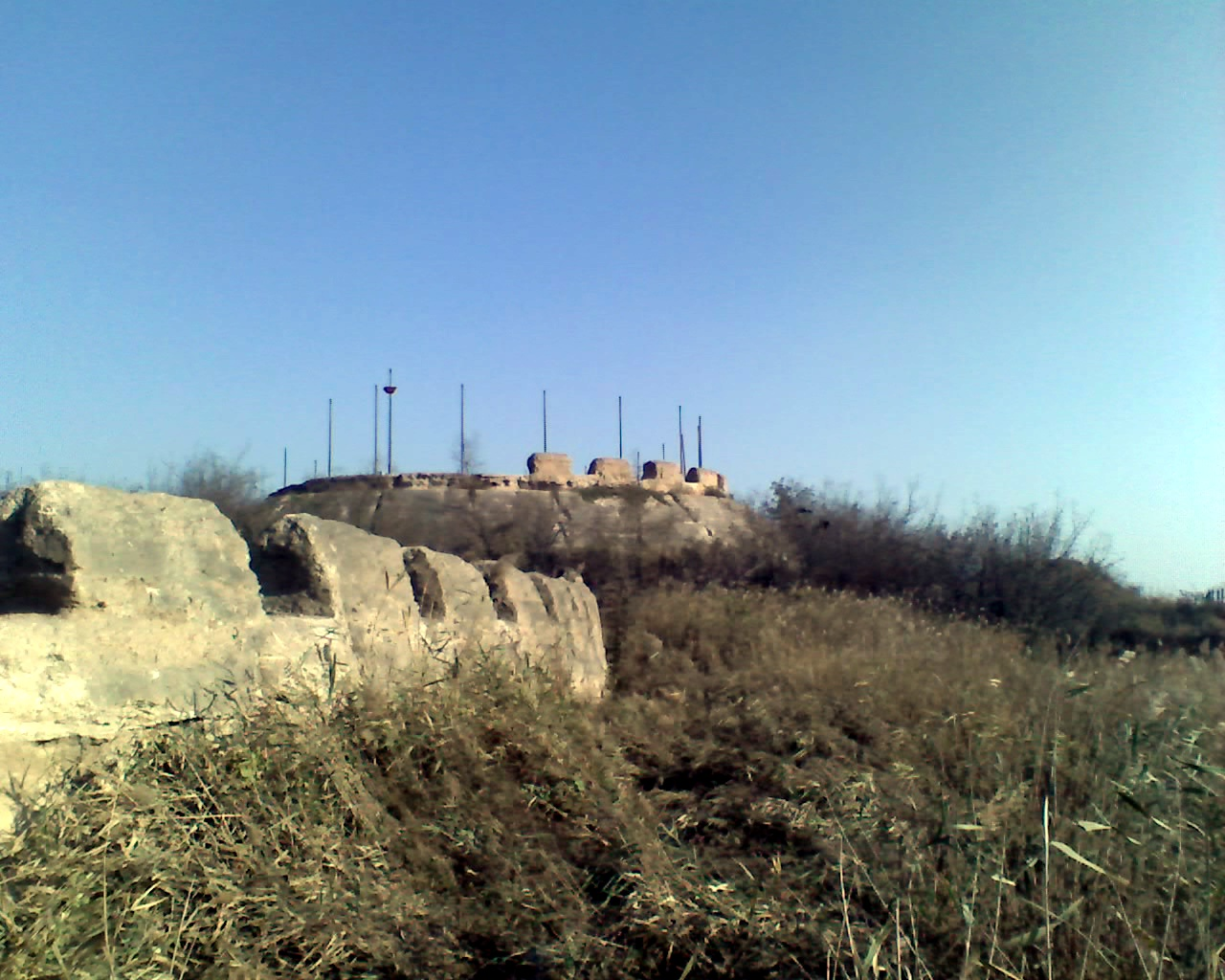
大沽砲台遺址

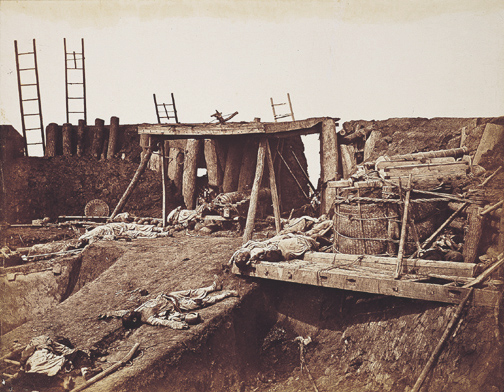
1860年8月21日，大沽炮台被联军攻陷后的战场景象，躺在地上的為陣亡的清軍將士

1857年12月廣州被攻陷後，英法軍意圖繼續北進，強迫清朝簽訂條約。1858年2月，英、法、美、俄公使分别照会清政府，要求于3月底以前派全权代表到上海举行谈判，否则，即向白河口进发。3月底清廷拒绝了四国的要求，四国公使决计率领由香港集中到上海的英舰十余艘、法舰六艘、美舰三艘、俄舰一艘，分批北上大沽口。
1858年4月，英法軍艦載有2600多人抵達大沽口（天津市濱海新區）。5月20日聯軍以6艘砲艇掩護陸戰隊近千人向砲台側面登陸，清軍發砲反擊，殺傷近百聯軍士兵。直隸總督譚廷襄卻棄守逃亡，砲台守軍孤立無援，清軍約300多人戰死，南北砲台陸續被聯軍攻佔。5月26日聯軍沿河到達天津城。。在英、法、美、俄公使的要求下，清朝于5月28日派大学士桂良、吏部尚书花沙纳为钦差大臣，赶赴天津议和。谈判期间，美、俄公使扮演“调停者”的角色，抢在英、法之前，與清廷分别于6月13日和6月18日签订了《中俄天津条约》和《中美天津条约》。在中俄《天津条约》签订以前半个月，黑龙江将军奕山在沙俄武力威胁下，与东西伯利亚总督穆拉维约夫签订了《中俄瑷珲条约》。6月26日和6月27日，清朝与英法两国分别签订了《中英天津条约》和《中法天津条约》。条约的主要内容是：公使常驻北京；增开牛庄、登州、台湾、淡水、潮州、琼州、汉口、九江、南京、镇江为通商口岸；扩大领事裁判权；对英赔款四百万两，对法赔款二百万两；修改税则等等。条约规定第二年在北京換約。条约签定后联军于1858年7月陆续南撤。經過第一次大沽口戰役後，僧格林沁奉命加強防務，修復戰後的砲台。
1859年6月20日，英、法、美三國公使到達大沽口外，新任英國駐華公使卜魯斯（Frederick Bruce）和法國駐華公使布爾布隆（Alphonse de Bourboulon），奉命進京換約。清政府要求英法公使往北方北塘登陸，並由清軍保護到北京換約，經天津去北京，且隨行人員不得超過二十人，但遭到拒絕。英法代表堅持按照原定計畫，分乘部分武装护卫舰船再度抵达天津北河口，前往北京互换条约批准书。坚持武装进京的英、法軍隊在途經大沽炮口之時，遭到了清軍的大炮开火攻擊。雙方不久便展開戰爭。1859年6月25日，英法聯軍發兵進攻大沽口，英海軍司令賀布親自帶領12艘軍艦從攔沙江開往海口，下午3時賀布下令攻擊砲台，清守軍也開始發砲反擊，火力充分發揮下，過不久多艘英法軍艦遭受損傷，賀布本人也受傷。下午4時有4艘聯軍軍艦被擊沉，過了一小時後賀布下令從海口南岸強行登陸，试图派出海军陆战队从陆上攻占炮台，但是英法海军陆战队登陆后不久就陷入河边浅滩的淤泥中步履维艰，沦为清軍大炮轰击的活靶，死伤枕籍。同時英法聯軍也遭到清守軍及從新河來增援的騎兵攻擊，到了晚上聯軍再繼續進攻，但又有死傷。遭遇战持续了几个小时，英法聯軍死伤432人，四艘淺水炮舰被击沉，一艘重伤。经过一昼夜激战，联军遭到惨败，陆续离开大沽口，向南撤退到杭州灣。這也是鴉片戰爭以來，清軍第一次的勝利。
1859年9月，联军战败的消息传到伦敦，舆论大哗。英政府举行了四次紧急内阁会议，在巴麦尊的策划下，决定再次扩大战争。同伦敦一样，巴黎也煽起了新的战争狂热。经过协商，决定继续联合出兵中国。11月，英、法两国政府分别再次任命额尔金、葛罗为特命全权代表，以陆军中将格兰特、陆军中将孟托班为联军总司令，率英军约一万八千人和法军约七千人组成一支新的远征军，开往中国。
　

### 宣战与八里桥之战

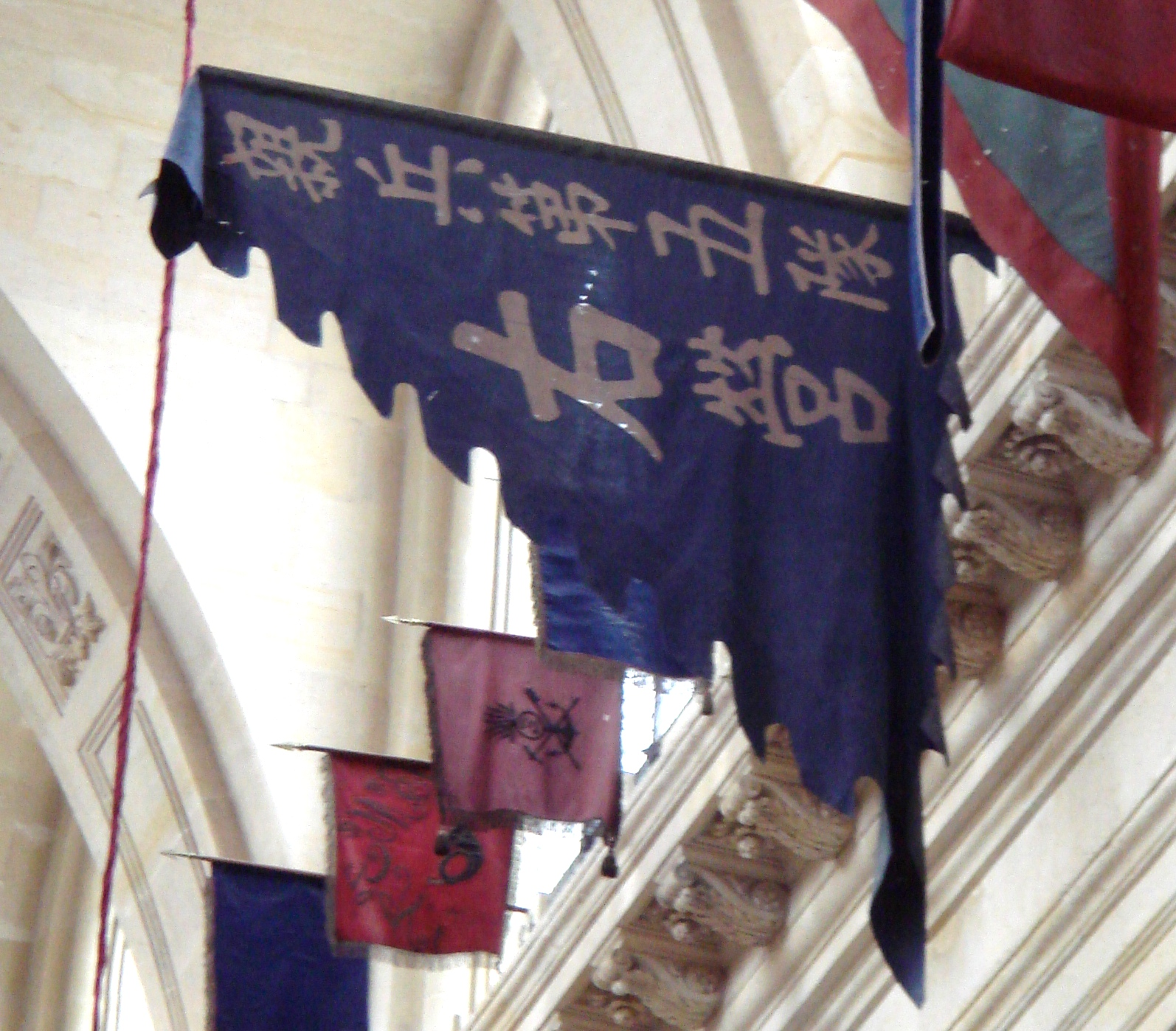
僧格林沁军旗，藏于法国荣军院

1860年，克靈頓中將從印度加爾各答到香港新任陸軍司令，3月18日指揮英軍第44團特遣隊強佔尖沙嘴一帶，5月19日撤離九龍半島:13。
1860年春，格兰特、孟托班分别率英、法舰队驶达上海集结，随后即开始第三次北上。4月21日，联军占领定海舟山。5月27日，英军占领大连，6月8日，法军占领烟台，封锁渤海湾。7月19日，联军完成攻击大沽口最后作战准备，7月26日，英、法舰队于渤海湾会齐后，向北塘方向开进。7月29日，英法援軍大舉來襲，自北塘登陆，迂回攻击大沽口炮台。在大沽口擊敗清軍後，北上占领天津。8月23日清朝派欽差大臣桂良、恆祺與聯軍代表額爾金在天津議和，由於駐軍北京問題導致議和失敗。恆祺离开天津后，天津全部清政府官员四散撤离，天津由中国大商人代为管理。
9月2日，清政府再派怡亲王载垣、兵部尚书穆荫到通州南张家湾议和。英法提出停战的主要条件为赔偿军费，先付给两国现款各三四百万两；撤走通州守军，两国公使各带兵千人进京换约，由巴夏礼随带数十人先行入京，察看沿途及京中住房；增辟天津为通商口岸，立即开市贸易等。咸丰帝感到停战条件过于苛刻，认为公使进京“拥兵而来，显怀莫测”，因而谕令桂良等“莫顾决裂”，拒绝英法所提要求。
9月6日，咸丰帝下达对英国与法国的宣战上谕，硃谕军机处和王大臣绵愉、载垣、端华、肃顺等；“严饬统兵大臣，整顿师律（旅），调集各路马步诸军与之决战。”9月10日，联军先头部队三千余人，自天津向通州方向前进。咸丰帝得悉英、法公使坚欲带兵径赴通州的消息，“决战”的决心又开始动摇，派怡亲王载垣、兵部尚书穆荫取代桂良等为钦差大臣，由通州前往天津，同英法继续谈判，企图挽回“抚局”。双方在通州进行会谈，巴夏礼除坚持原先提出的条件外，又增加了互换和约时须面见皇帝亲递国书，以及将张家湾的清军全部撤退等要求。由于双方争执不下，谈判于17日彻底破裂。巴夏礼随后乘马离去。僧格林沁随后截获巴夏礼、罗亨利和士兵等39人（26位英国人，13位法国人）。这39人中以英法外交官员为主，也包含仆人、护卫、以及一名英国泰晤士报记者。在被僧格林沁抓捕以后，其中大多数人遭到酷刑，最后半数死亡；这成为随后导致英法联军攻陷北京、火烧圆明园的一个重要因素:57 :44 :72 :259。
9月18日，联军先头部队自河西务越过马头，推进到张家湾附近。咸丰帝再次下谕与英法决战。僧格林沁率马步军在通州列阵以待。与此同时，联军先头部队与清军在张家湾交战，清军败退至八里桥。随后英法联军与华北地区清军主力，包括科尔沁部僧格林沁野战骑兵、八旗察哈尔、索伦部、甘肃陕西调来的汉军八旗及绿营、京津地区八旗绿营在通州八里桥决战。結果清軍大敗，僧格林沁部全軍覆沒，胜保战斗中重伤撤退。随后咸丰帝及皇后宫廷贵妃等人以北狩为名逃往承德避暑山庄。
9月22日，恭親王奕訢告知英法聯軍，他受命為全權欽差大臣，要求英法停火談判。 次日，英法聯軍回答，必須釋放巴夏禮等談判人員，才停止進軍。 恭親王謊稱，所有俘虜都平安，但要等到和議達成後才能釋放他們。 兩天後，聯軍總司令額爾金伯爵詹姆斯·布魯斯說，若三天內放還全部談判人員並接受聯軍的條件，就停止進攻，否則一定要奪取北京，奕訢當時沒有答覆。
9月30日，英法聯軍兵臨北京城下，在城外安營紮寨。联军约在此时开始掳掠址在城外的圆明园，一位军官回忆称像“一个男孩置身于糖果店，被告知想拿什么都可以拿”。全军上下参与抢劫，军纪荡然，英指挥官虽难堪，但不愿落后于完全没有约束的法军，下令所有英国官兵上缴赃物，统一拍卖后均分。:44

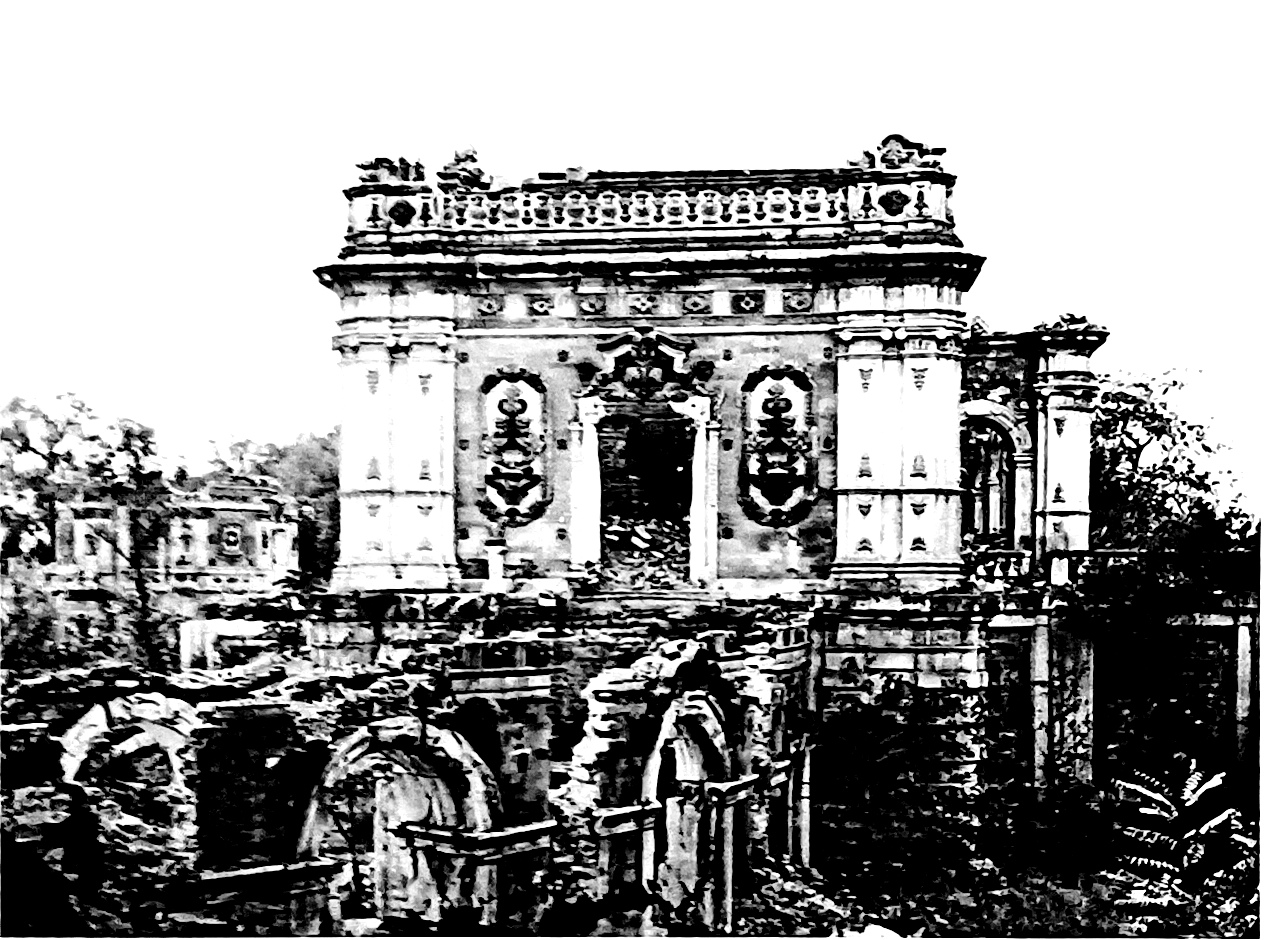
1860年10月，英法联军兵临北京，圆明园付之一炬

10月5日，聯軍休息整頓後，準備攻城。此時，朝廷的文武百官和有錢人大都逃離京城，全城陷入潰兵和流氓肆意燒殺搶掠的無政府狀態。
10月13日，北京打開城門，向聯軍投降。
從十月八日至十六日，恭親王先釋放巴夏禮等人，然後陸續釋放其他人，最初總共被扣留的有39人，活著回來的只有18人，有21人被虐待致死，有些人的屍體腐爛得認不樣來，還有些人根本找不到屍體。隨行牧師莫吉（R.J.L.M. Ghee）報告
我從未見過比這更讓人憐憫的情景了……他們幾乎不能走路，拖著雙腿向前挪動。 他們的手以一種痛苦的姿勢放在胸前，這還能叫手嗎？ 都已經被扭曲得變了形，有的手腕上的傷口已經潰爛，有的手上被繩索捆綁造成的腫脹還沒有消下去，有的手就像鳥爪子一樣蜷曲著看上去好像已經壞死萎縮了，人們還了解到，他們身體的畸殘狀況，是由於手腳被浸溼的繩子緊緊捆在一起而造成的。這些俘虜就這樣被捆綁著，任憑風吹日晒雨淋，而且長時間內得不到和水。由於四肢的血液循環被截斷，肌肉腫脹潰爛，傷口化膿，生滿了蛆。這些倖存者的證言全部或部分的發表在英國議會文件或戰爭記載裡，它們表明所有的死者，都是由於這種虐待的結果。
而第八代額爾金伯爵詹姆斯·布魯斯得知之前被清军掳去的英国外交人员被清军虐待至死后，改为纵容士兵早就开始的抢劫行为，并在抢劫完毕后下令英军焚毁圆明园作为报复。這一决定固然野蛮，其细节過程亦往往被中國歷史記載所忽略。

## 结果

### 联军占领北京

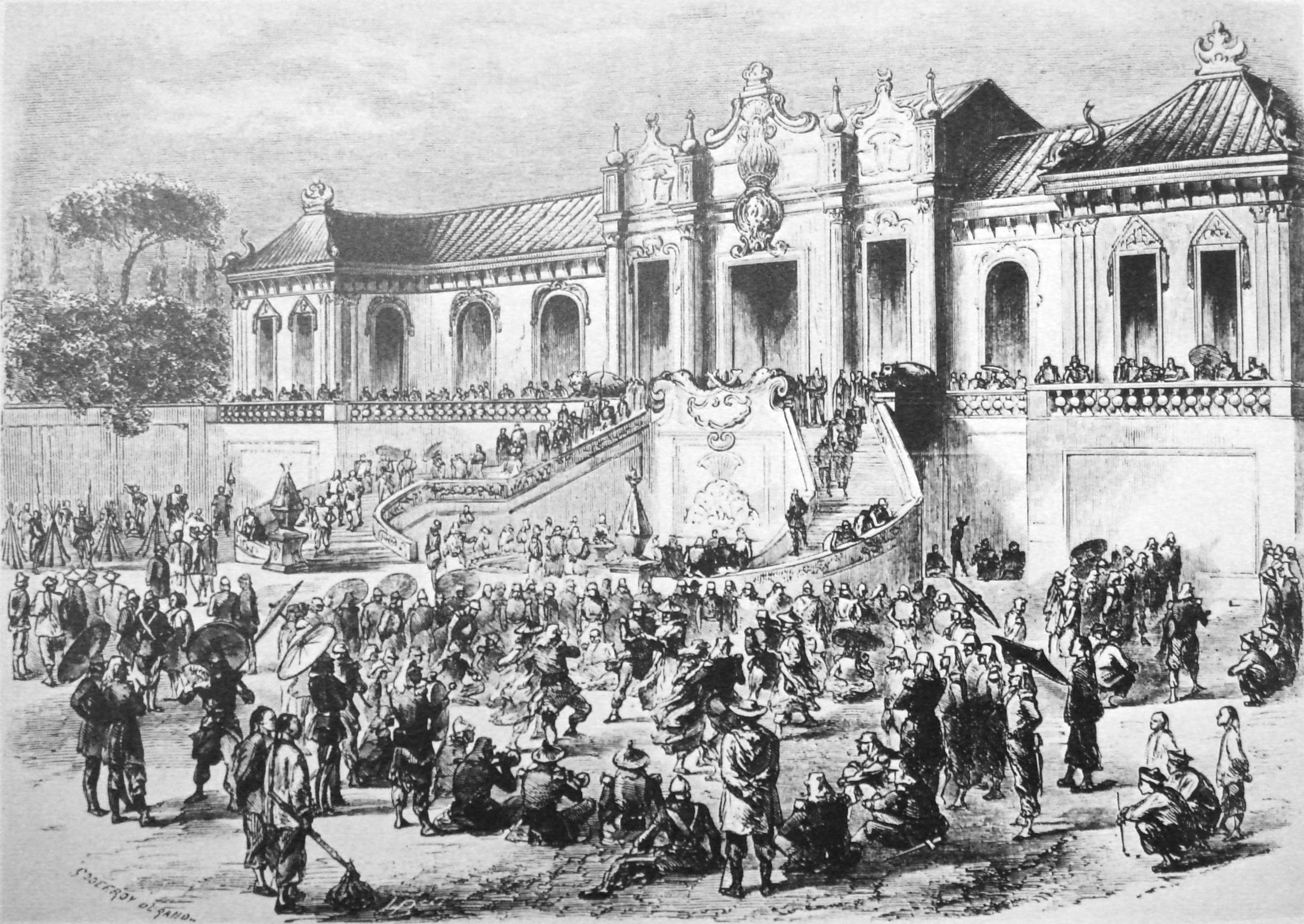
1860年的圆明园

1860年10月，英法聯軍從天津攻入北京；在英國、法國軍事和外交壓力下，恭親王奕訢完全接受要求，於10月23日簽訂中英《續增條約》（即中英《北京條約》）和交換中英《天津條約》批准書；在正式換約前夕，英國提出在《北京條約》中增加三條，其中一條就是「廣東九龍司地方併歸英屬香港界內」；該條約第六款規定：「......茲大清大皇帝定即將該地界，付與大英大君主並歷後嗣，併歸香港界內，以期該港埠面管轄所及，庶保無事......」；按此，英國強佔新安縣九龍司部分領土，即現在九龍半島界限街以南土地（包括昂船洲在內）:14。1860年，戰爭結束，訂立《北京條約》，九龍半島正式割讓予英國:320。
1860年10月5日，英法联军接近北京北郊，6日，英法联军士兵开始抢劫西北區的京郊皇家园林圆明园中的清漪园（万寿山）、静明园（玉泉山），抢得部分赃物公开拍卖，其余大部分归于私有，英女王维多利亚和法國皇帝拿破仑三世亦各得一份。8日，此前被俘虏的巴夏礼等人获释。13日，英法联军从安定门攻入北京，此为西方军队首次占领中国首都。在圓明園，额尔金因被俘虏的39名來使中死亡20名，下令焚烧圆明园報復。英法联军再度抢掠，徒手搬运，无法搬走的如瓷器和铜器就地打碎，据保守估计被毁物总值300万镑。战利品方面，有隻北京狗被發現後，由一名英國軍官帶回英國獻給維多利亞女王，並被女王取名為「Looty」（掠奪來的小東西）；而联军更是在一間馬車房裡發現了，一七九三年出使中國的馬戛爾尼代表英王喬治三世，送給咸豐帝的曾祖父乾隆帝的禮物，如全尺寸的英國製禮車、天文與科學儀器、兩門英國十二磅榴彈炮，以及數箱彈藥，而這些禮物全都原封不動的被存放在此处
。
10月17日，额尔金及格兰特照会恭亲王，英方要求赔付因“监禁凌虐”而死人员银30万两，并拆毁圆明园宫殿。法使要求恤银20万两，给还各省天主教堂及传教士坟墓。限定：“10月20日照复，10月22日给银，10月23日画押换约”。10月18日，联军开始纵火。烟雾弥漫，连烧三天三夜。
10月16日，俄国公使伊格那提耶夫进京。

### 火燒圓明園
1860年10月初，英法联军洗劫了圓明園。第八代額爾金伯爵得知英國談判代表的遭遇，令英國第一步兵師的官兵放火燒毀圓明園，以教訓咸豐帝。大火持续了两天，300多名太监和宫女葬身火海。联军在北京城郊抢掠烧杀近50天，清漪园、静明园、静宜园、畅春园等均被付之一炬。法国作家维克多·雨果曾对此给予强烈谴责，认为此事为“两个强盗的胜利”。事后英军贴出布告：

宇宙之中，任何人物，無論其貴如帝王，既犯虛偽欺詐之罪，即不能逃脫其應有之責任與刑罰。茲為責罰清帝不守前約及違反和約起見，決於九月初五日焚燒圓明園，所有種種違約行動，人民未參與其間，決不加以傷害，惟于清室政府，不能不懲罰之也。

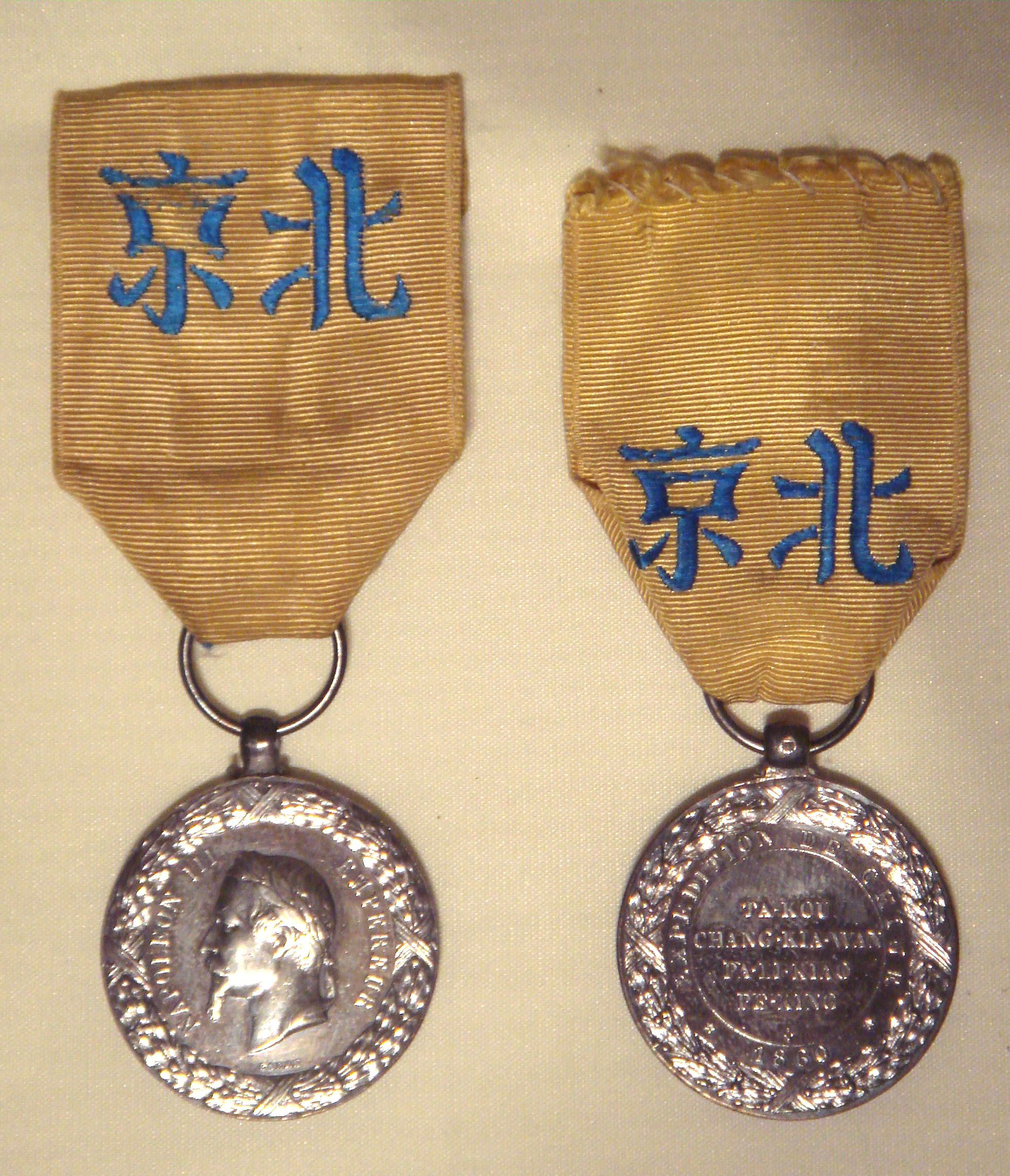
法国颁发的奖章（Médaille de la Campagne de Chine），1861年

同时，俄国公使伊格那提也夫应恭亲王奕訢之请致书葛罗，正式调停。
而事前英法兩國提出的懲罰方式迥異。英國統帥額爾金伯爵詹姆斯·布魯斯的意見是:「這些可憐的俘虜是在圓明園內受虐待，必須將這個園子夷為平地。」法國公使葛羅則認為，圓明園沒有設防，嚴格說來非交戰區，若燒圓明園，不如「直接燒掉紫禁城，這才是對皇帝最好的懲罰。」詹姆斯·布魯斯反駁說：「若燒紫禁城，火勢很容易蔓廷到全北京城，受害的將是北京的無辜百姓，這些被皇帝抛棄的百姓欲迎聯軍進城，聯軍承諾過給他們安全保障。」
由於英軍是主力，英國的意見占了上風。為了說服法國，詹姆斯·布魯斯特別撰文闡述其理由
第一，被囚諸人，手足縛系，三日不進飲食，其受如斯野蠻之待遇，即在此地。第二若對於清國政府國際公法之殘酷行為，不予以久遠之印象，英國國民必為之不滿若現即與之媾和，訂約撤兵而退，清國必以吾國人民為可以任意捕殺無忌，在此點上必須警醒其迷夢也。皇帝避暑行宮固已被掠，然其所蒙損失，在一月內即可恢復原狀，圓明園宮之為要地，人所共知。毀之所以予清國以打擊，造成慘局者為此輩(咸豐帝)而非國民，故此舉可謂為嚴創清國政府，即就人道而言，亦不能厚非也。

### 签订条约

#### 中英、中法《北京條約》
1860年10月20日，清朝礙於劣勢，皆接受英法所提之一切要求。10月23日，额尔金、葛罗又要求增加续定条约内容，清朝均予以接受。英法联军与奕訢，除了完成《天津條約》的換約外，加訂了中英、中法《北京條約》，以為《天津條約》的補充。中英、中法《北京条约》于10月24日和25日签订完毕。中英、中法《天津条约》批准书亦同时互换。中英、中法《北京条约》的主要内容有：
（一）承认《天津条约》完全有效；（二）辟天津为商埠；（三）准许外国人在中国招聘人口出洋做苦工； （四）割讓廣東新安縣（今香港九龍界限街以南）的九龍半島（九龍司）給英國；（五）交还以前没收的天主教堂，法国传教士在内地任意各省租买土地，建筑教堂；（六）赔偿英、法的军费各增加到八百万两。
1860年10月28日，咸丰帝批准《北京条约》，并命恭亲王等即转告俄公使，绥芬、乌苏里等处均照奇咭阔屯之例，借与居住。和约签订后，英、法联军于11月9日先后将军队撤出北京，第二次鸦片战争正式结束。

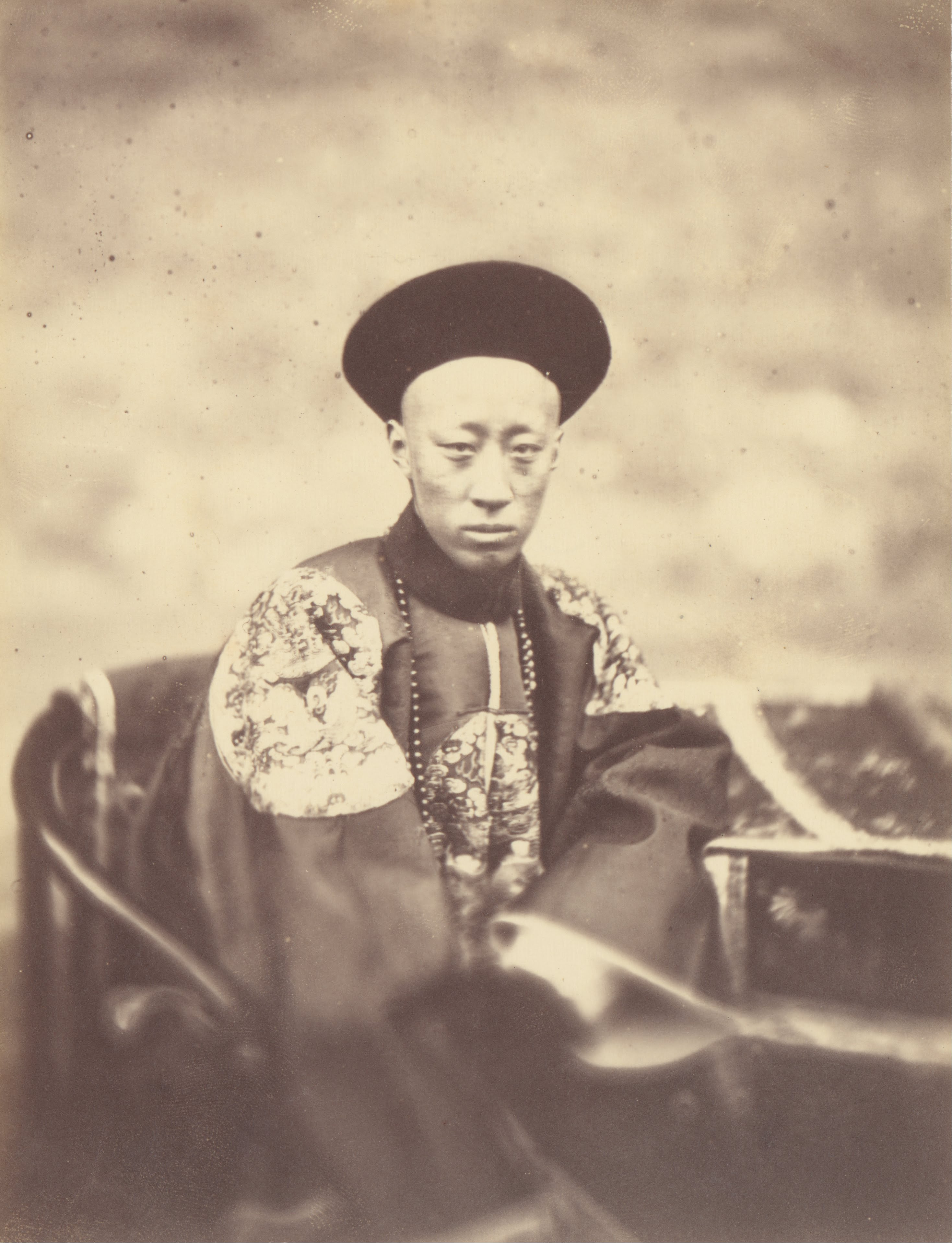
恭亲王奕訢
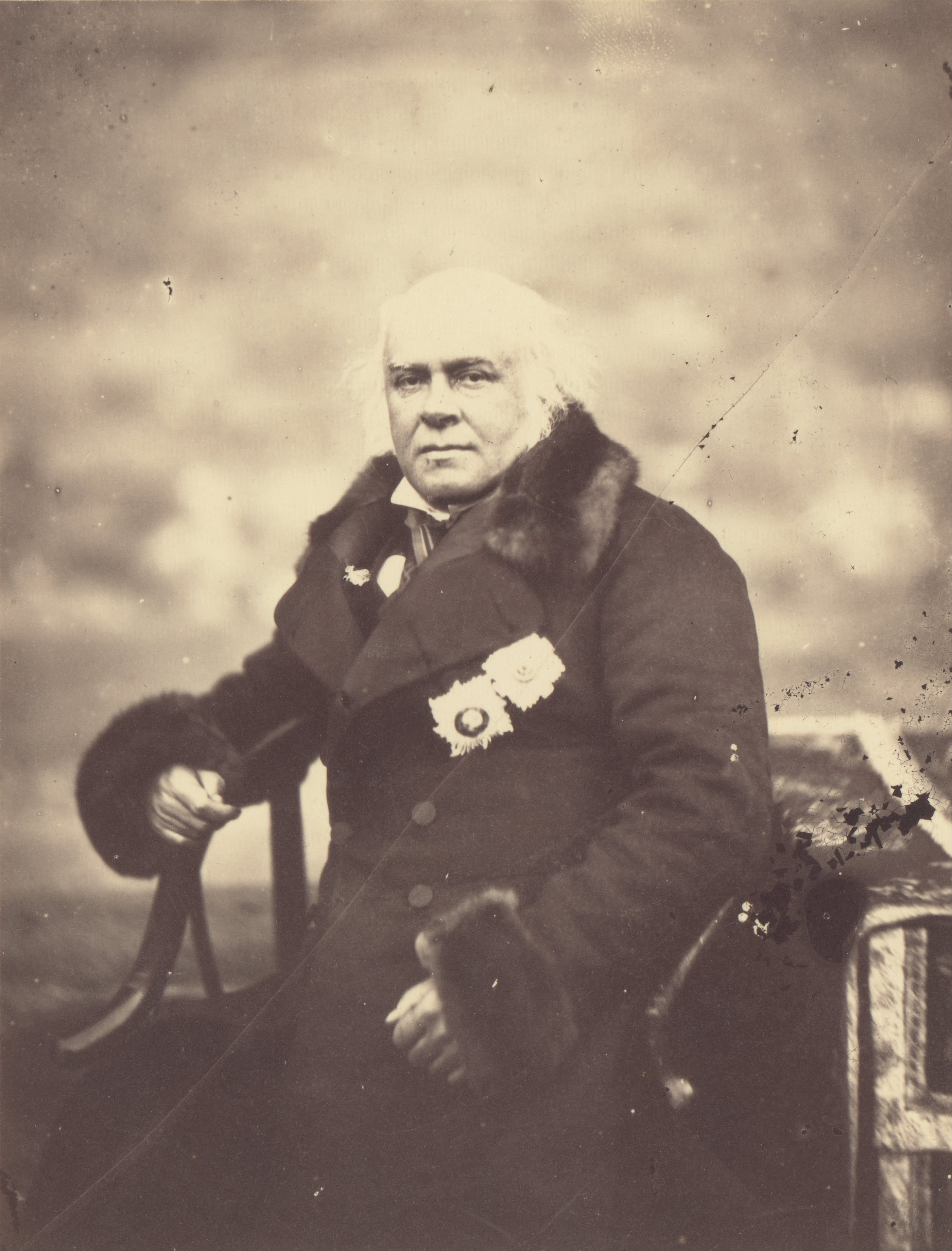
额尔金伯爵詹姆斯·布鲁斯

#### 中俄边界及中俄《北京条约》
1856年，趁英法聯軍進攻廣州，俄国派普提雅廷為公使，與清政府談判邊界問題。1858年5月，俄國西伯利亞總督穆拉維約夫乘英法聯軍攻陷大沽口之际，以武力強迫清朝黑龍江將軍奕山簽訂中俄《璦琿條約》。根據這個條約，中國割讓黑龍江以北、外興安嶺以南的60多萬平方公里的土地予俄國，並把烏蘇里江以東約40萬平方公里的中國領土劃作中俄“共管”。但清政府拒绝予以批准并处分了奕山。另一方面，俄國伺機介入調停，普提雅廷先於英法美三國與清政府簽訂了《中俄天津條約》。
1860年11月，中英、中法《北京條約》簽訂後，英法聯軍開始撤離北京。俄國新任駐华公使伊格那提耶夫以「調停有功」為由，提出了新的領土要求。14日，清政府與俄國簽訂了《中俄北京條約》，承认了此前一直拒绝批准的《璦琿條約》，并將烏蘇里江以東约40萬平方公里的土地亦劃歸俄國；增開喀什噶爾為商埠，並在喀什噶爾、庫倫設領事館。同時，俄國還將由其提出的中俄西部邊界走向強加給中國。1864年，俄國強迫清政府訂立《中俄勘分西北界約記》，割佔巴爾喀什湖以東以南44萬平方公里土地。

## 影响

### 清朝
- 战争失败，使清朝丧失大片领土。除割让给英国九龙半岛外，割让给俄罗斯帝国的领土总共达150万平方公里，形成后来中华民国的版图基础。
- 战争结束后，清政府全力镇压太平天国维持统治。《北京條約》完成簽約後，英、法、俄等公使表示：只要清政府認真「履行條約」，就可以得到「任何援助」。1861年1月，清政府設立總理各國事務衙門。1862年1月，清政府對太平天國事件確立了「借師助剿」的方針，引用外國軍隊來幫助其鎮壓內亂。
- 第二次鸦片战争，英法联军占领京城，火烧圆明园，清朝認為“师夷长技以制夷”才是應對方法，开始“洋务运动”，並隨著太平天國的覆滅，清朝統治得以穩固，史稱同治中兴。
- 战争失败，代表皇室的皇家園林圆明园被英法聯軍燒毀，咸豐皇帝遭受極大打擊，不久病死热河行宫。
- 战争期间，美国因国内爆发南北战争，当联军在北塘登陆时，美国公使应召回国。但事后按片面最惠国待遇条款，照样获取了许多新的特权。

### 俄國
- 在東方取得港口海參崴（永不冻港），俄羅斯太平洋艦隊長駐，後續建設西伯利亞鐵路，鞏固東方勢力，在1894年甲午戰爭後，與李鴻章簽訂《中俄密約》，繼續南下將中国东北划為勢力範圍與日本北上發生衝突，導致1904年的日俄戰爭。

### 日本
- 俄羅斯取得烏蘇里江以東土地（日本稱為沿海州），獲得不凍港海參崴後續並興建西伯利亞鐵路，與日本只相隔日本海使日本飽受威脅，成為1919年日本趁俄國內戰出兵遠東共和國的原因。

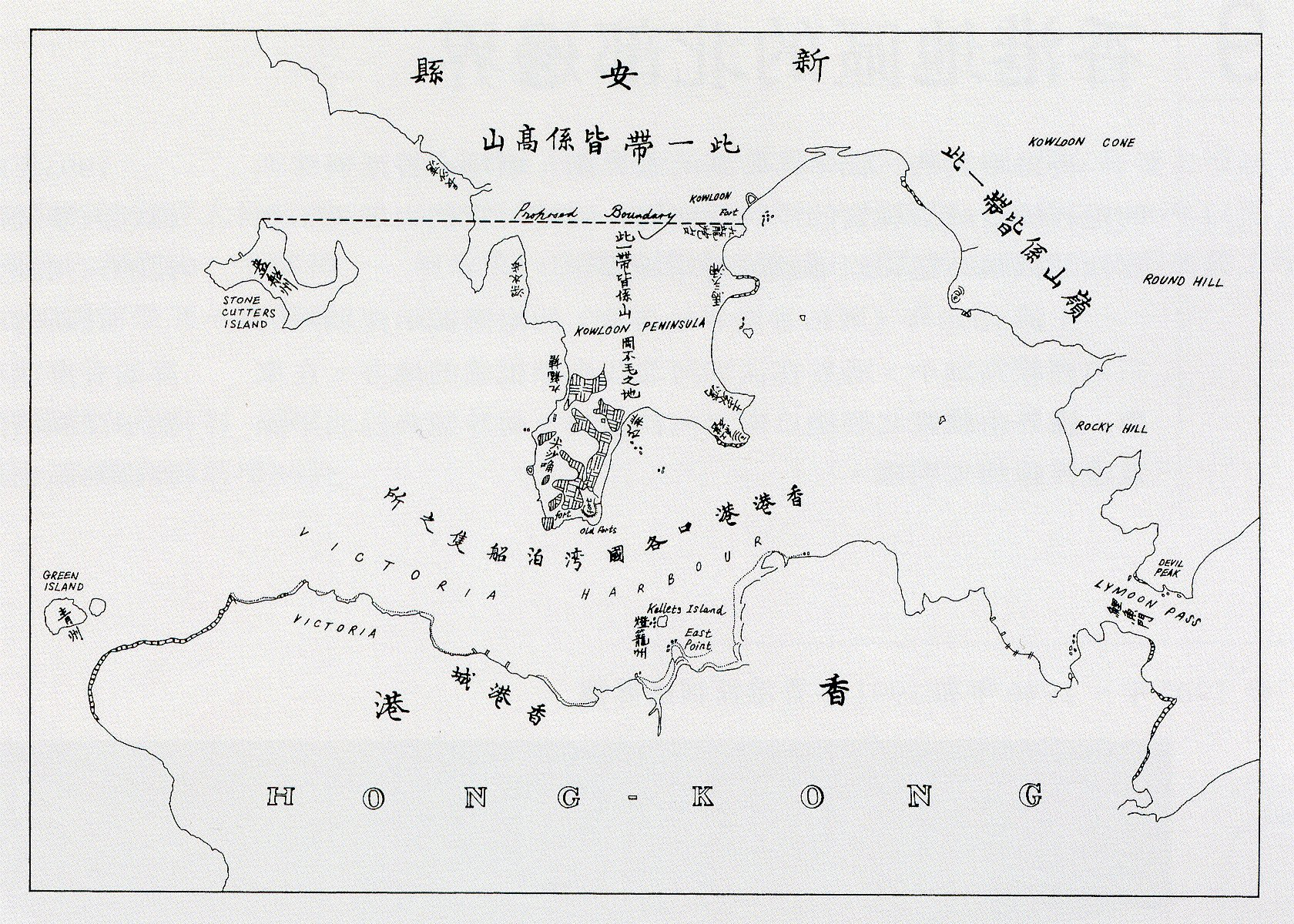
《北京條約》中國割讓予英國的九龍半島部份
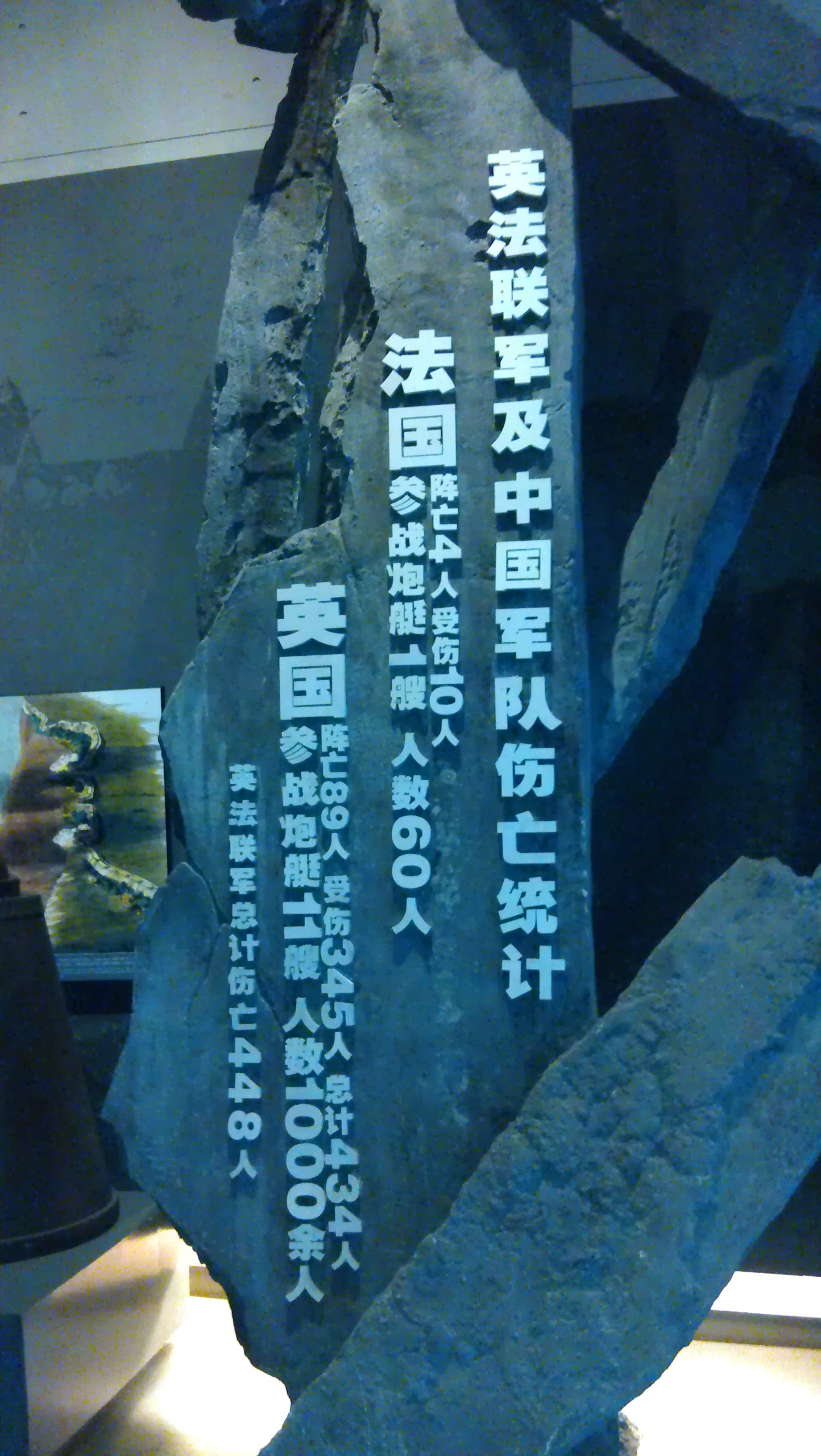
英法聯軍第二次大沽口之战戰果（1）
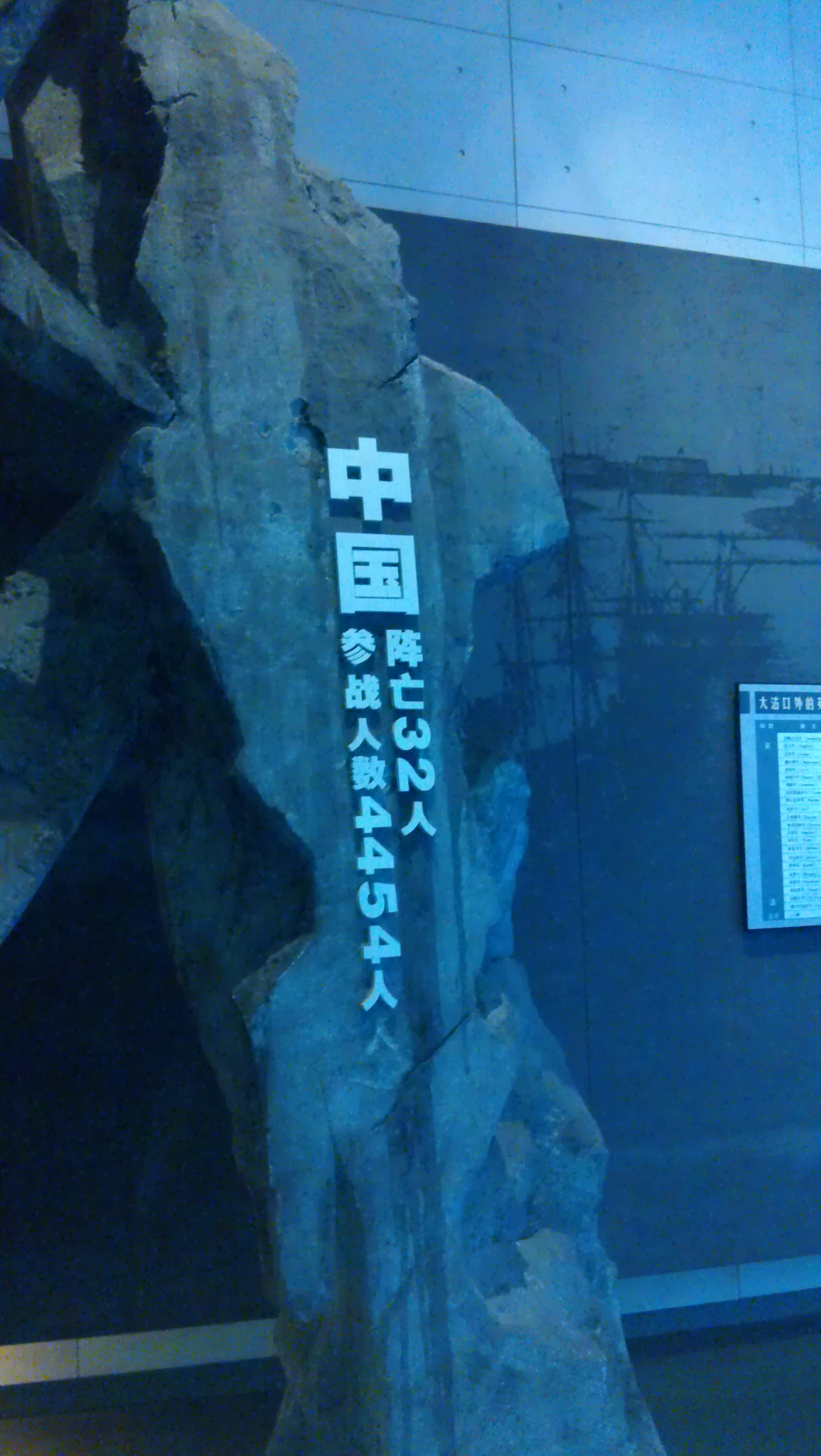
英法聯軍第二次大沽口之战戰果（2）

## 第二次鸦片战争遗迹
- 圓明園遺址：1988年指定為全國重點文物，屬古遺址，位於北京市海淀區，1860年在第二次鴉片戰爭中被英法聯軍焚毀部份，及後數十年歷遭戰亂及軍民毀掠，現僅存遺址。1988年被中國政府列為「愛國主義教育基地」。圓明園遺址的中部和東部成立「圓明園遺址公園」。
- 大沽口砲臺：1988年指定為全國重點文物，屬革命遺址及革命紀念建築物，位於天津市塘沽區，最初建於明代，清代繼續維修擴充，維持北方海防。1859年英法聯軍入侵時，被大沽口炮台炮火重創，只得繞道北塘口進攻北京。1900年八國聯軍大沽口炮台失陷，根據辛丑條約清廷將炮台拆毀。

## 戰役勳章
戰後，大英帝國為了表揚軍功，對於參戰的海軍與陸軍人員授與了第二次中國戰爭勳章。勳扣有六種字樣：
1. 「中國1842」（1842年第一次鴉片戰爭）
2. 「佛山1857」（1857年佛山水道之戰（英语：Battle of Fatshan Creek））
3. 「廣州1857」（1857年廣州戰役）
4. 「大沽口1858」（1858年大沽口之戰）
5. 「大沽口1860」（1860年大沽口之戰）
6. 「北京1860」（1860年攻占北京）[34][35]

### 引用
1. ↑  Frontier and Overseas Expeditions from India. Volume 6. Calcutta: Superintendent Government Printing. 1911. p. 446.
2. ↑  Wolseley, G. J. (1862). Narrative of the War with China in 1860 （页面存档备份，存于）. London: Longman, Green, Longman, and Roberts. p. 1.
3. 1 2  蒋廷黻，《中国近代史》第六节，武汉出版社，2012年06月
4. 1 2 3  . 香港: 政府新聞處. 1998  [2006-12-16]. （原始内容存档于2017-05-25）.
5. ↑  . .   [2022-07-16]. （原始内容存档于2022-10-09）.
6. 1 2  Mark Felton. . Pen & Sword Books Limited. 2020-12-02: 57. ISBN 9781781590690.
7. 1 2 3  David Scott. . State University of New York Press. 2008-11-20: 44. ISBN 9780791476277.
8. 1 2  Hendrik Schulte Nordholt. . Leiden University Press. 2018-12-15: 72. ISBN 9789087282783.
9. 1 2  Garnet Joseph Wolseley (1st visct.). . 1862: 259  [2022-07-16]. （原始内容存档于2022-10-09）.
10. ↑  军事科学院. 《中国近代战争史》 第三章. 军事科学出版社. 1984
11. ↑  《清实录咸丰朝实录》（卷）202
12. ↑  黄仁宇，《中国大历史》，三联书店 ，2007年
13. 1 2  蔣孟引，《第二次鴉片戰爭》，北京：新知三聯書店（2009），p.34，ISBN 978-7-108-03284-3
14. 1 2  茅海建，《苦命天子 咸豐皇帝奕詝》，聯經出版事業股份有限公司，2008年，p.165，ISBN 9789570832600
15. 1 2 3  军事科学院. 《中国近代战争史》 第三章. 军事科学出版社. 1984.
16. ↑  袁偉時：现代化与历史教科书 的存檔，存档日期2011-12-03.
17. ↑  茅海建：《苦命天子 咸豐皇帝奕詝》。聯經出版事業股份有限公司，2008年4月：頁179─180。ISBN 978-957-08-3260-0
18. ↑  . 中國國防資訊網. 2007-08-23  [2009-12-03]. （原始内容存档于2011-12-17） （中文（中国大陆））.
19. ↑  （简体中文） . 2007-07-27  [2009-12-03]. （原始内容存档于2021-04-22）.
20. ↑  （繁體中文） . 2008-09-08  [2009-12-03]. （原始内容存档于2008年10月14日）.
21. 1 2  國務院港澳事務辦公室香港社會文化司編著. . 北京: 中共中央黨校出版社. 1997.
22. 1 2 3 4  《1860年北京条约》俄国 布克斯盖夫登男爵 著
23. ↑  《清实录咸丰朝实录》（卷）326
24. ↑  《咸丰朝筹办夷务始末》卷62
25. 1 2 3  郭廷以. 李洪超 , 编. . 北京: 中华书局. 2018年1月: 110. ISBN 9787101127812.
26. ↑  107~108, Platt, S. (2012). Autumn in the heavenly kingdom: China, the west, and the epic story of the Taiping Civil War. Vintage Books.
27. ↑  . 大是文化.   [2022-05-09]. （原始内容存档于2022-04-22）.
28. 1 2 3  James L. Hevia. . Duke University Press. 24 November 2003: 74  [2019-11-07]. ISBN 0-8223-8506-6. （原始内容存档于2019-01-19）.
29. ↑  有隻小巧的北京狗被人發現蜷縮在衣櫃裡，一名英國軍官將牠帶回英國獻給維多利亞女王。 她很愛狗，這隻後來取名「Looty」（掠奪來的小東西）的北京狗，成為她最愛的寵物狗之一。 但最奇怪的發現，出現於圓明園裡的一間馬車房。 劫掠的士兵在那裡無意中發現，一七九三年使華的馬戛爾尼勛爵，送給清朝皇帝的大批禮物，像是全尺寸的英國製禮車，天文與科學儀器，兩門十 二磅英國榴彈炮，數箱彈藥，全是馬戛爾尼代表英王喬治三世，送給咸豐帝的曾祖父乾隆的禮物。 這些禮物全都原封不動，象徵著一段看來從未得到領情的友誼
裴士鋒（Stephen R. Platt）
30. ↑  James L. Hevia. . Duke University Press. 24 November 2003: 74  [2019-01-19]. ISBN 0-8223-8506-6. （原始内容存档于2019-01-19）.
31. ↑  . 英國廣播公司. 2015-02-02  [2019-01-19]. （原始内容存档于2018-06-24）.
32. ↑  Hugo, Victor. . FindArticles. UNESCO Courier. November 1985  [2023-04-08]. 原始内容存档于2009-02-27.
33. ↑  《第二次鴉片戰爭》（二），第400頁，上海人民出版社，1978年版
34. ↑  Peter Duckers. . Bloomsbury Publishing. 2011-10-20: 42頁. ISBN 978-0-7478-1177-0.
35. ↑  Colin Narbeth. . James Clarke. 2002年: 67頁. ISBN 978-0-7188-9009-4.

## 外部連結
- 黄宇和：《帝国主义新析——第二次鸦片战争探索 （页面存档备份，存于）》
- 黃宇和：《21世纪初西方鴉片戰爭研究反映的重大問題》 （页面存档备份，存于）（2013）
- 伯納·布立賽（Bernard Brizay）：《1860：圓明園大劫難 （页面存档备份，存于）》